# Regina Apostolorum (título cardinalício)
Santa Maria Regina degli Apostoli alla Montagnola, "Regina Apostolorum" (em latim: Reginae Apostolorum) é um título cardinalício instituído em 5 de fevereiro de 1965 pelo Papa Paulo VI, pela constituição apostólica Purpuratorum Patrum numerum.

## Titulares protetores
- Ermenegildo Florit (1965-1985)
- Giuseppe Maria Sensi (1987-2001)
- Virgilio Noè (2002-2011)
- John Tong Hon (2012 - )